# Нові плани (Дніпро)
Нові плани — історичний мікрорайон Шевченківського району міста Дніпро, розташований на схилах другого пагорба центральної частини в місцевості Млини.
Межами району є: західна — вулиця Кулішівська (колишня Сергія Лазо), північна — Василя Вишиваного (колишня Свєтлова), східна — Повітова, південна — Михайла Драгоманова (колишня Димитрова).
Вулиці Нових планів: Василя Вишиваного, Вознесенська (колишня XXII Партз'їзду), Дарвіна, Симона Петлюри (колишня Шпиндяка), Українська;
їм перпендикулярні — Кулішівська, Володимира Короленка, Троїцька (колишня Червона), Михайла Грушевського (колишня Карла Лібнехта), Січових Стрільців (колишня Артема), Олександра Кониського (колишня Володарського).
Переважна частина забудови одноповерхова, проте на вулиці Михайла Грушевського зустрічаються двоповерхові та триповерхові будинки.

## Виникнення
Виникнення Нових планів пов'язане з сильними літніми зливами 1891 та 1892 років, що викликали катастрофічні повені у нижній частині Катеринослава. Тоді за ініціативи міського голови О. Я. Толстікова Міська Дума постановила віддати потерпілим від лиха, і взагалі, найбіднішому населенню міста ділянки міської землі на пільгових умовах. Для цього велику територію в нагірній частині розбили на невеликі правильні ділянки, які отримали назву «Нові плани». Центральною вулицею цього району стала Казанська (у радянський час — Карла Лібнехта; нині Михайла Грушевського). Сюди переселили багатьох постраждалих від повеней.